# Сражение при Эттлингене
Сражение при Эттлингене (фр. Bataille d'Ettlingen) или сражение при Мальше (нем. Schlacht bei Malsch) произошло 9 июля 1796 года во время французских революционных войн между французской Рейнско-Мозельской армией дивизионного генерала Жана Виктора Моро и австрийской Верхне-Рейнской армией эрцгерцога Карла недалеко от города Мальш, в 9 км к юго-западу от Эттлингена. Австрийцы пытались остановить продвижение французской армии на север вдоль восточного берега реки Рейн. После упорного боя австрийский командующий обнаружил, что его левый фланг обойден. Он уступил победу французам и отступил на восток, в сторону Штутгарта.

## Перед сражением
В феврале 1796 года маркграфство Баден на правом берегу Рейна было занято союзными австрийскими войсками. 
После окончания 1 июня 1796 года полугодового перемирия, французские армии на Рейне начали новую кампанию.
В ночь с 23 на 24 июня Моро успешно переправился через Рейн в Келе и в сражении против войск швабского регионального контингента отбросил их от восточного берега. Австрийский фельдмаршал Старай принял командование над отступившими  швабскими войсками, которые были усилены австрийским корпусом силой в 9000 человек. 28 июня около Ренхена Старай также потерпел поражение от правого крыла французов генерала Дезе. 29 июня последние части армии Моро переправились через Рейн, оставив дивизию Делаборда охранять западный берег Рейна. 5 июля войска Моро победили Латура и заняли город Раштатт. Эрцгерцог Карл узнал о переходе французами Рейна в Келе и, оставив армию Вильгельма фон Вартенслебена на севере, немедленно выступил с 24 батальонами и двумя эскадронами для поддержки армии на верхнем Рейне. Постепенно он собрал 43 батальона и 85 эскадронов, чтобы противостоять Моро вдоль реки Альб около Эттлингена.
Австрийские войска под командованием Латура стояли в Хардте между Мальшем и Вальдпрехтсвайлером и протянули левое крыло дальше к востоку на Ротензоль. Саксонский контингент под командованием генерал-майора Линдта прошел через долину Энца и занимал позиции между Урнагольдом и Безенфельдом.
Перед сражением французские войска располагались на линии Битигхайм — Муггенстурм — Вальдпрехтсвайлер. Моро хотел обойти левое крыло австрийцев у Херренальба, чтобы затем начать наступление на Пфорцхайм.

## Ход сражения
Эрцгерцог решил атаковать 10 июля, но Моро опередил его, напав 9 июля. Французский авангард продвинулся на Куппенхайм между Оттенау и Эберштейнбургом и отбросил аванпосты австрийской дивизии Старая к правому берегу Мурга.
Главный удар наносился корпусом Сен-Сира. На крайнем правом фланге генерал Тапонье с шестью пехотными батальонами и эскадроном гусар был отправлен через горы в Вильдбад в долине Энца, чтобы обойти австрийский левый фланг. Левее его генерал Уэль должен был захватить Херренальб и Фрауэнальб в долине Альба, чтобы поставить под угрозу позиции австрийцев у Ротензоля.
В полдень французы Сен-Сира атаковали по дороге между Лоффенау и Херренальбом, но затем встретили упорное сопротивление со стороны австрийской дивизии фельдмаршала Кайма на позиции у Ротензоля между Добелем и Фрайэнальбом. Французы провели четыре атаки на австрийцев, но каждый раз вынуждены были отходить. И только пятая атака в сочетании с фланговым ударом удалась. Кайм был вынужден отступить через холмы на восток в Нойенбюрг, к северу от Вильдбада. Саксонская дивизия под командованием генерала Линдта, которая продвигались к Вильдбаду, также стала отступать в сторону Пфорцхайма.
На левом фланге французов генерал Дезе должен был атаковать Мальш у подножия гор, чтобы помешать австрийцам перебросить войска в угрожаемые районы. Эта атака переросла в ожесточенный бой, продолжавшийся до десяти вечера. Мальш несколько раз брали французы, но каждый раз австрийцы отбрасывали их. Австрийцы атаковали своей кавалерией между Мальшем и Рейном, и Дезе пришлось отойти в лес между Обервайлером и Нидервайлером. Австрийцы взяли Битигхайм и Отигхайм и преследовали противника до Раштатта, но французский резерв отбил эту атаку. В конце дня ни одна из сторон не достигла успеха вокруг Мальша, но после того, как пришло известие о том, что левое крыло под командованием генерала Кайма было разбито у Ротензоля, эрцгерцог Карл отдал приказ отступить.

## Результаты
10 июля австрийцы отошли через Эттлинген и Мюльбург в Пфорцхайм, чтобы обезопасить находящиеся под угрозой магазины возле Хайльбронна. Правый фланг Сен-Сира преследовал через долину Энца до Нойенбюрга, а левый фланг Дезе занял Эттлинген.